# Marko Simeunovič
Marko Simeunovič (Maribor, 6 december 1967) is een voormalig profvoetballer uit Slovenië, die speelde als doelman gedurende zijn carrière. Hij kwam onder meer uit voor Olimpija Ljubljana, NK Maribor en Olympiakos Nicosia.

## Interlandcarrière
Simeunovič, bijgenaamd "Simke", kwam in totaal 57 keer uit voor de nationale ploeg van Slovenië in de periode 1992-2004. Hij maakte zijn debuut onder leiding van bondscoach Bojan Prašnikar in de eerste officiële interland van de voormalige Joegoslavische deelrepubliek sinds de onafhankelijkheid: een vriendschappelijk duel op woensdag 3 juni 1992 tegen Estland (1-1) in Tallinn. Simeunovič nam met Slovenië deel aan twee titeltoernooien: het EK voetbal 2000 en het WK voetbal 2002.

## Erelijst
Olimpija Ljubljana
- Landskampioen

1992, 1993, 1994, 1995
- Beker van Slovenië

1993, 1996
- Sloveense Supercup

1995
 NK Maribor
- Landskampioen

1997, 2000, 2001, 2002
- Beker van Slovenië

1997